# Taiwanyuhina
Taiwanyuhina (Yuhina brunneiceps) är en fågel i familjen glasögonfåglar inom ordningen tättingar. Den förekommer endast i bergsskogar på Taiwan.

## Utseende och läte
Taiwanyuhinan är en 12–13 cm lång fågel med chokladbrun huvudtofs och ett svart mustaschstreck. Ovansidan är mörkt askbrun, undersidan ljusare. Lätet återges som ett "twi-MI-chiu".

## Utbredning och systematik
Fågeln förekommer enbart i bergsskogarna i Taiwan. Den behandlas som monotypisk, det vill säga att den inte delas in i några underarter. Dess närmaste släkting verkar vara rödnäbbad yuhina (Yuhina nigrimenta) som förekommer på det asiatiska fastlandet.

## Levnadssätt
Taiwanyuhinan hittas i bergsskogar på mellan 1000 och 3200 meters höjd, dock vanligast mellan 1500 och 2500 meter. Vintertid kan den röra sig till lägre nivåer. Den är en social och aktiv fågel som kan vara ganska lätt att komma nära. Fågeln håller sig till relativt nära marken, ofta i konstant tjattrande blandflockar med mesar. 

### Föda

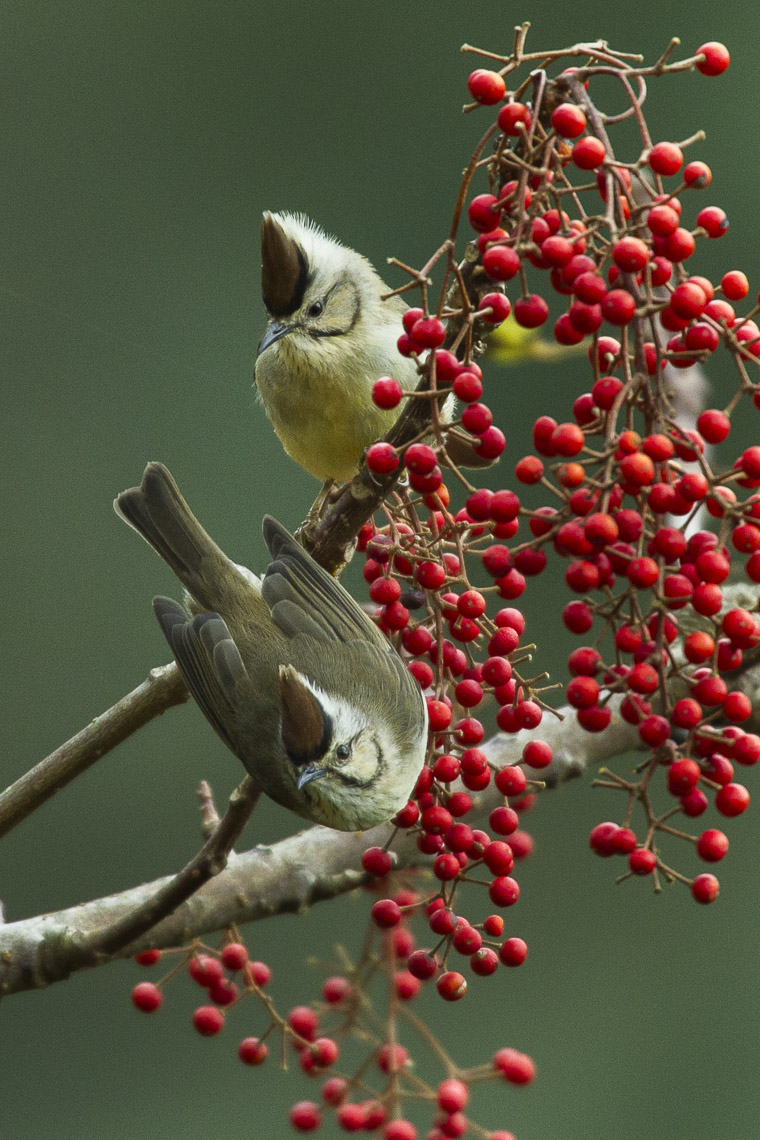

Födan består av nektar, bär, blommor och små insekter. Den är framför allt förtjust i blommor från Liriodendron chinense, havtorn och frukter från Idesia. En studie från Nantou visar att den under häckningsperioden lever av nektar och frukt från körsbäret Prunus campanulata, frukt från nässelväxten Debregeasia orientalis och nektar från misteln (Taxillus lonicerifolius).

### Häckning
Taiwanyuhinan häckar april till juni med upp till tre kullar. Den har ett delvis kooperativt häckningsbeteende, där tre eller fyra par kan lägga ägg i ett bo och turas om att ruva. Paren är monogama, men i en studie hade 20 % av ungarna en pappa från utanför gruppen och ytterligare 20 % en annan pappa inom gruppen. Boet byggs av båda könen (dock mestadels av honan), en djup skål av rötter, ormbunksbitar, mossa och spindelväv fodrat med ormbunksblad. Det placeras bland tjocka grenar av Arundinaria-bambu. Däri läggs två till tre ljust grönblå ägg med små grönaktiga, brunaktiga och grå fläckar. Äggen ruvas i 14 dagar innan kläckning, varefter ungarna är flygga efter ytterligare tolv dagar.

## Status och hot
Arten har ett begränsat utbredningsområde och tros minska i antal, dock inte tillräckligt kraftigt för att den ska betraktas som hotad. Den beskrivs vidare som vanlig eller mycket vanlig. Internationella naturvårdsunionen IUCN listar därför arten som livskraftig (LC). Beståndet uppskattas till mellan 100 000 och en miljon häckande par.

## Namn
Fågelns vetenskapliga artnamn brunneiceps betyder "brunhättad".